# Jezero Paravani
Jezero Paravani (gruzinsko ფარავნის ტბა, armensko Փարվանա, Parvana) je vulkansko jezero v Gruziji na planoti Javaheti med pogorjema Abul-Samsari in Javaheti.

## Geografija in hidrografija
Jezero leži na 2073 m nadmorske višine, ima površino 37,5 km² in odmaka  površino 234 km2. Njegova največja globina je 3,3 m in povprečna globina 2,2 m. Prostornina jezera je 91.000.000 m³. Nivo vode je med oktobrom in novembrom nizek, visok pa maja in junija. Jezero je v zimskem času zamrznjeno, debelina ledu pa se giblje od 47 do 73 cm.
Poleg majhnih rek Šaori, Sabadosckali in Rodionovskis Cskali dobi jezero svojo vodo iz snega, dežja in podvodnih izvirov.
Reka Paravani se začne iz južnega dela jezera, na desni pa se navezuje na reko Mtkvari. 
Jezero je priljubljena točka za ribolov.

## Znamenitosti
V bližini jezera je enkraten gruzijski samostan Poka iz 11. stoletja. Še vedno živijo redovnice in je bil zgrajen v kraju, kjer je sveta Nina, za katero pravijo, da je po tradiciji prinesla krščanstvo v Gruzijo,  ustanovila križ svete Nine.